# Falstaff (Tullio Serafin, 1958)
Falstaff (Tullio Serafin, 1958) – pełne nagranie Falstaffa Giuseppe Verdiego zarejestrowane 10 października 1958 w trakcie spektaklu z udziałem publiczności w Chicago Lyric Opera.